# Ryszard Skowroński
Ryszard Kazimierz Skowroński vel Ryszard Tarecki ps. Lechita, Antena (ur. 17 grudnia 1922 w Wilnie, zm. 14/15 września 1943 nad Esbjerg, Dania) – podporucznik łączności Armii Andersa i Polskich Sił Zbrojnych, cichociemny.

## Życiorys
Był synem Konstantego i Anny z domu Ścibło. W 1939 roku ukończył 4. klasę gimnazjum nowego typu. We wrześniu 1939 roku nie został zmobilizowany. 10 lutego 1940 roku został zesłany w głąb ZSRR. Po podpisaniu układu Sikorski-Majski, w marcu 1942 roku wstąpił do Armii Andersa i został przydzielony do 2 kompanii 8 Dywizjonu Artylerii Przeciwlotniczej 8 Dywizji Piechoty. Jednocześnie uczył się w szkole podchorążych. We wrześniu 1942 roku został przeniesiony do Wielkiej Brytanii, gdzie został przydzielony do Sekcji Dyspozycyjnej Naczelnego Wodza.
Po przeszkoleniu w łączności radiowej został zaprzysiężony 10 lipca 1943 roku w Oddziale VI Sztabu Naczelnego Wodza. Zginął w czasie lotu do Polski w nocy z 14 na 15 września 1943 roku, w samolocie zestrzelonym nad Danią.

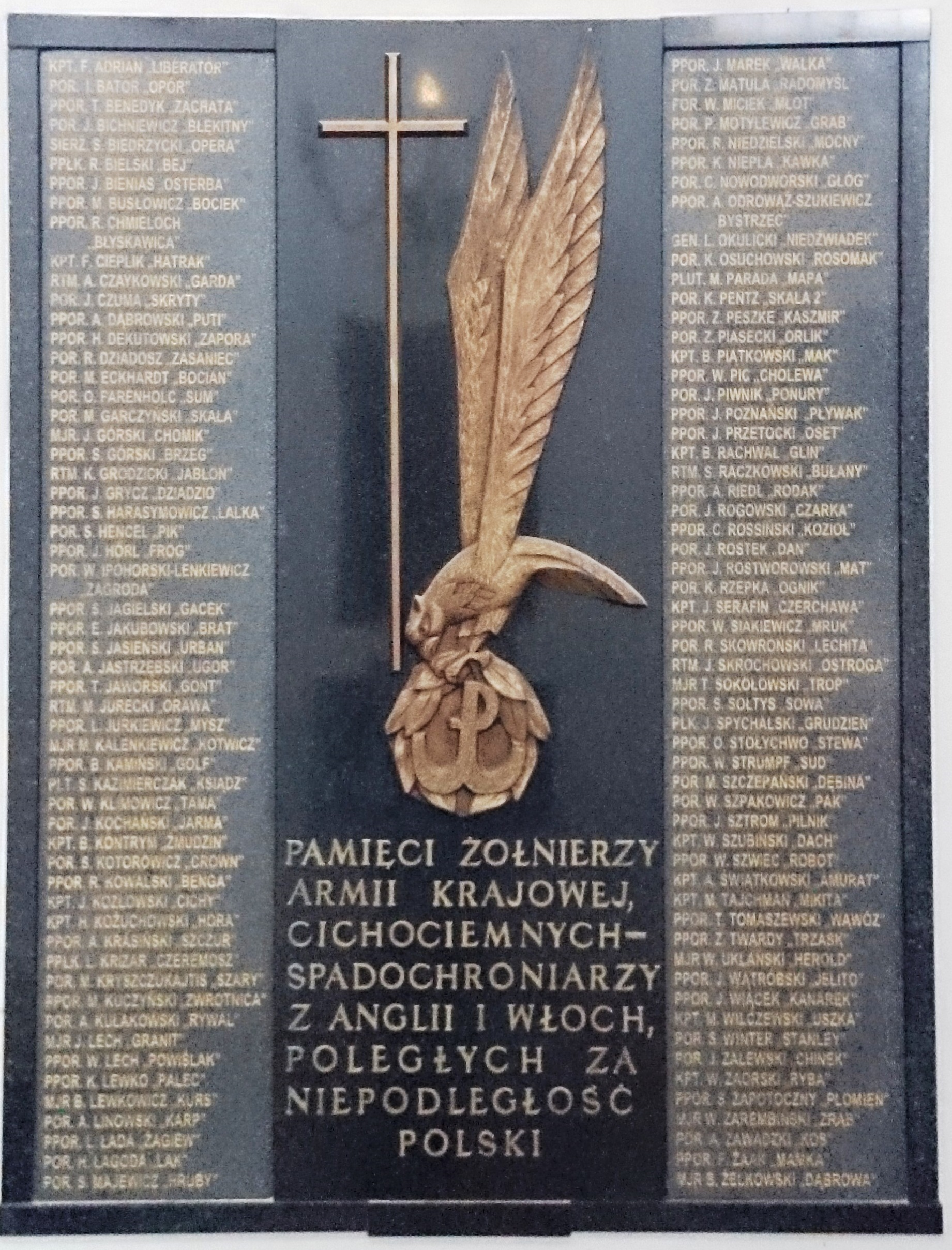
Tablica w kościele św. Jacka w Warszawie, upamiętniająca poległych cichociemnych, w tym Ryszarda Skowrońskiego

## Odznaczenia
- Krzyż Walecznych – czterokrotnie, w tym raz pośmiertnie, 11 listopada 1943 roku
- Srebrny Krzyż Zasługi z Mieczami.

## Upamiętnienie
W lewej nawie kościoła św. Jacka przy ul. Freta w Warszawie odsłonięto w 1980 roku tablicę Pamięci żołnierzy Armii Krajowej, cichociemnych – spadochroniarzy z Anglii i Włoch, poległych za niepodległość Polski. Wśród wymienionych 110 poległych cichociemnych jest Ryszard Skowroński.